# Ruine Oberer Mannenberg
Die Ruine Oberer Mannenberg ist eine abgegangene mittelalterliche Höhenburg aus dem 12. Jahrhundert in der Schweizer Gemeinde Zweisimmen im Kanton Bern.

## Geschichte
Die Burg Mannenberg war der Stammsitz eines unbekannten und im 13. Jahrhundert ausgestorbenen Freiherrengeschlechts. 1304 wird die Burg erstmals urkundlich erwähnt. Ab dem 13. Jahrhundert ist der gesamte Besitz in der Hand der Freiherren von Raron. Um 1300 ging die Burg und das Reichslehen in den Besitz der Freiherren von Strättligen. 1336 verkauften diese das Lehen und die Burg an den Grafen Peter III. von Greyerz. 1349 zerstörten die Berner die Burg.
Es ist umstritten, ob die Untere Burg nach der Zerstörung der Oberen gebaut wurde oder ob es sich um eine Ergänzung handelt, welche schon vor 1349 existierte. Eine genauere Analyse der Unteren Burg bringt hervor, dass der im 13. Jahrhundert errichtete Rundturm in einem zweiten Bauabschnitt auf einem polygonalen Vorgängerbau errichtet wurde. Da die Obere Burg ebenfalls von einem polygonalen Hauptgebäude dominiert wurde, kann man auf eine zeitgleiche Entstehung schliessen.
Die beiden Mannenbergburgen wurden zusammen mit der Burg Laubegg, welche auch von den Bernern geschleift wurde, von den Greyerzern an die Freiburger Familie von Düdingen verkauft. Diese verkauften sie 1378 an die Stadt Freiburg. 1386 bemächtigte sich Bern während des Sempacherkriegs des Obersimmentales mit den Burgen Mannenberg und Laubegg. Einen Wiederaufbau nach 1350 durch die Grafen von Greyerz, die Familie von Düdingen oder Freiburg ist nicht auszuschliessen. Sicher ist, dass die Burg nach der Einrichtung der Berner Kastlanei im Schloss Blankenburg dem Zerfall überlassen wurde. Von der Burg sind heute noch einige wenige Mauerreste erhalten.

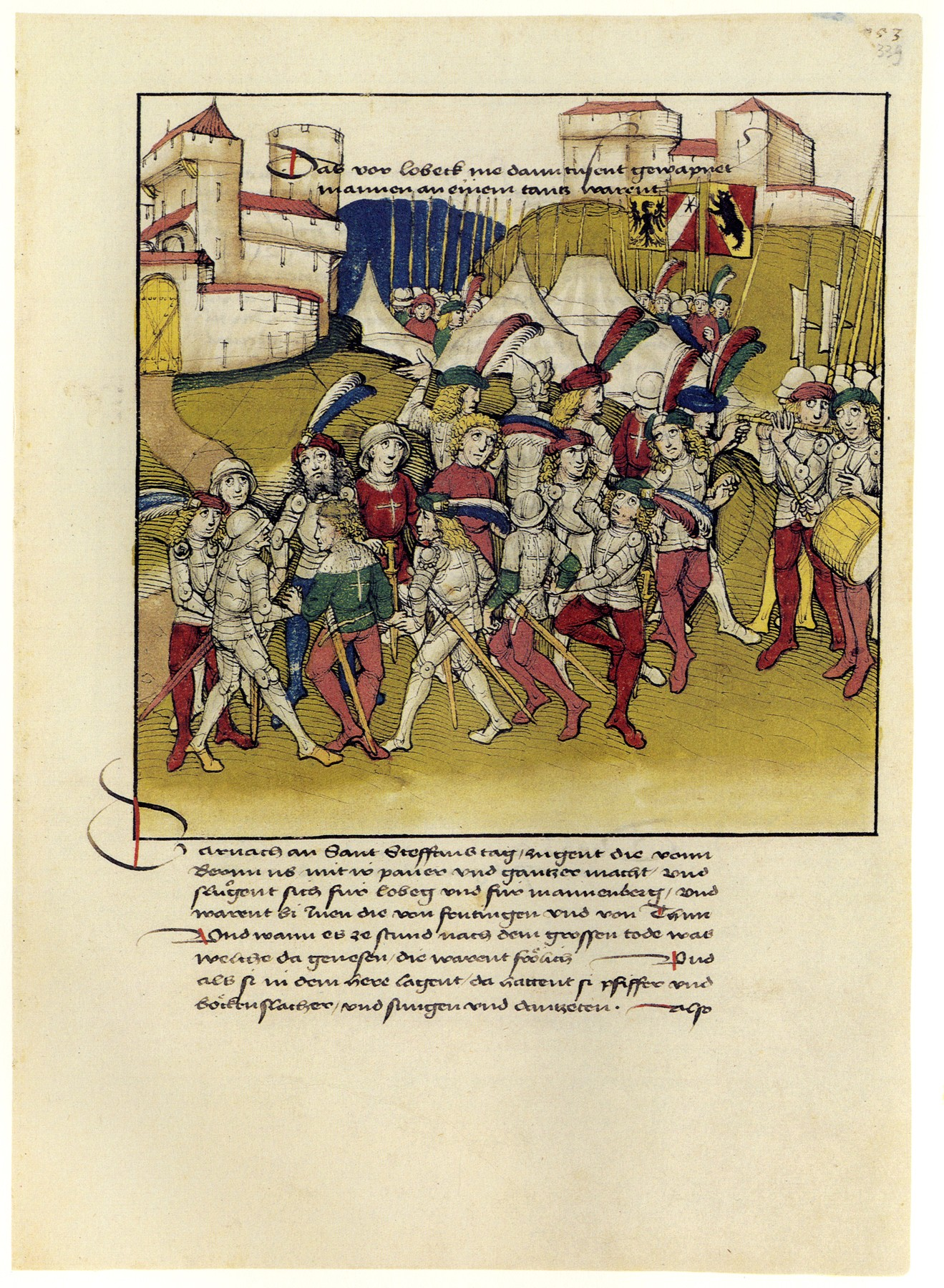
Belagerung der Burgen Laubegg und Mannenberg durch die Berner 1349, Darstellung in der Spiezer Chronik von Diebold Schilling
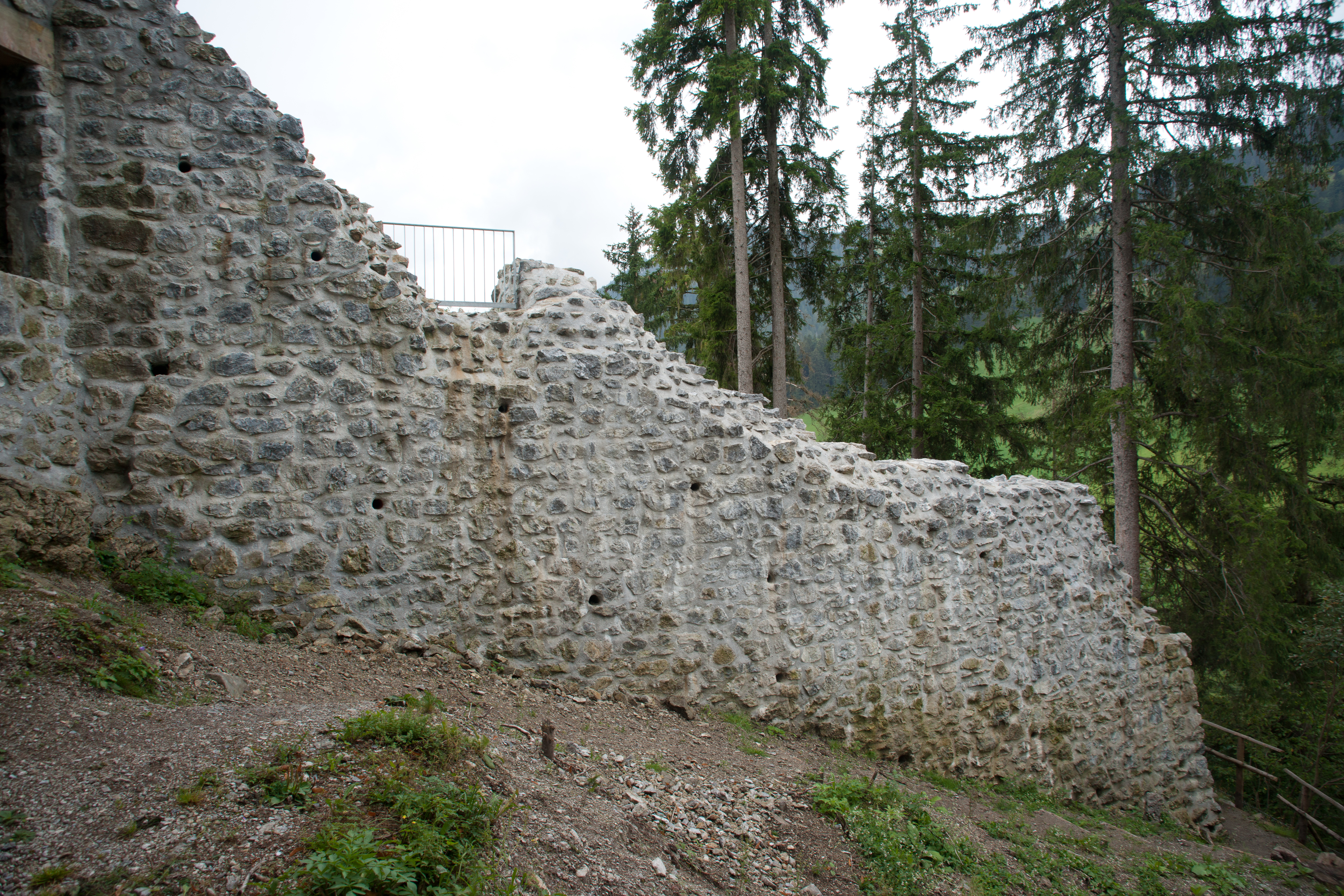
Restaurierte Mauerreste der Ruine Unterer Mannenberg, Nordansicht